# La Vigile de la sainte Agnès

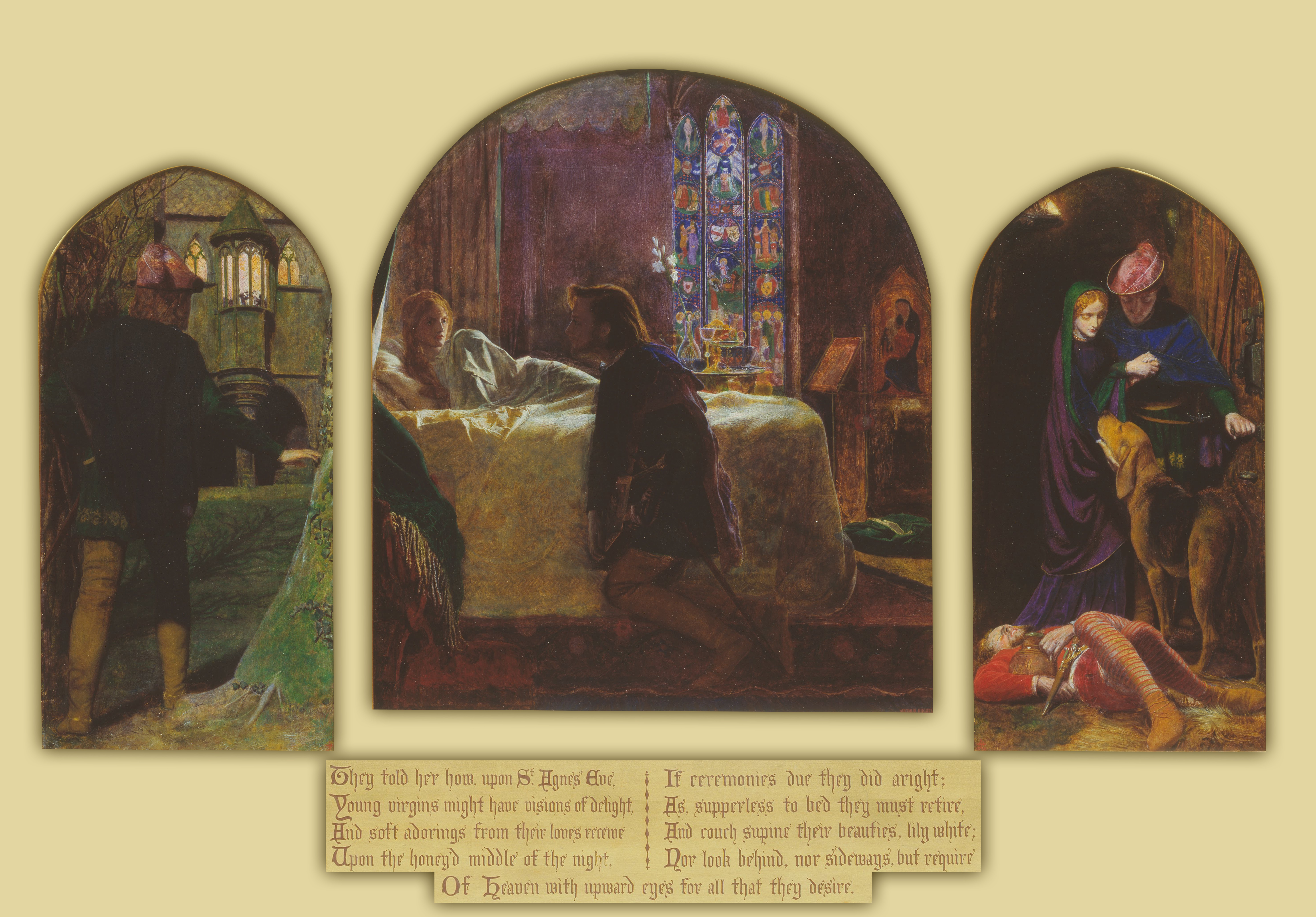
La Vigile de la sainte Agnès, triptyque d’Arthur Hughes, 1856.

La Vigile de la sainte Agnès (en anglais The Eve of St. Agnes) est un poème narratif de quarante-deux strophes spensériennes situé au Moyen Âge, composé par John Keats en 1819 et publié en 1820. 
Nombre de critiques contemporains et victoriens l'ont considéré comme un chef-d'œuvre dont l'influence a marqué le XIXe siècle.
Le titre vient de la journée (ou soirée) précédant la fête de la sainte Agnès, sainte patronne des vierges, morte en martyr à Rome au IVe siècle. La vigile tombe le 20 janvier, la fête le 21.

## Contexte
Keats fonde son poème sur la croyance populaire qu'une jeune fille peut voir son futur mari en rêve si elle procède, à la veille de la sainte Agnès, à certains rites : aller se coucher sans souper, se déshabiller complètement et s'allonger sur son lit les mains sous l'oreiller et les yeux vers le ciel, ne pas regarder derrière elle. C'est alors que le futur mari apparaît dans son rêve, l'embrasse et festoie en sa compagnie. Selon le rituel écossais, les jeunes femmes se réunissent le jour de la veille de la sainte Agnès à minuit, puis se rendent une par une dans un champ éloigné et y jettent du grain, puis reprennent en chœur la prière à la sainte :
| Agnes sweet and Agnes fair, Hither, hither, now repair; Bonny Agnes, let me see The lad who is to marry me. | Agnès, Agnès, douce et belle, Ici, ici, viens-t-en vite ; Bonne Agnès, laisse moi voir Le gars qui va m'épouser. |

Dans la version originale de son poème, Keats souligne l'aspect sexuel des jeux amoureux des jeunes amants, mais ses éditeurs l'obligent, lors de la publication, à gommer les passages les plus érotiques.

## Intrigue
La Vigile de la sainte Agnès concerne des rêves qui se matérialisent. L’histoire commence dans une chapelle glaciale où un vieux bedeau en prière égraine son chapelet pour le compte de riches protecteurs, puis s’assoit dans la cendre froide où il se  lamente de ses péchés. Une musique approche et s’engouffre un groupe de joyeux fêtards, des guerriers à la solde du baron des lieux. C’est alors que Keats présente Madeline, la fille du château, impatiente de vivre au cœur de la nuit « les rêves d’Agnès », les plus doux de l’année (the sweetest of the year). Un jeune homme, Porphyro, très épris de la jeune fille, brûlant d'un désir rougeoyant, comme le porphyre de son nom, se trouve en chemin, priant tous les saints de lui permettre de la voir (all saints to give him sight of Madeline) (vers 78). C’est avec précaution qu’il se rapproche des appartements ; d’humble extraction, il n’est pas autorisé à pénétrer dans les lieux. Une vieille femme, Angela, vient à sa rencontre : elle le reconnaît et lui intime de rebrousser chemin, car tous les convives rassemblés l'ont maudit, lui et sa famille. Porphyro plaide sa cause, et la nourrice accepte de le conduire jusqu’à la chambre, l’enferme dans un cabinet d’où il pourra contempler Madeline sans être vu. Ce n'est pas sans appréhension qu'Angela se dévoue ainsi, car si jamais Porphyro n'épouse pas la demoiselle du château, elle sera à jamais damnée.
Madeline s’en revient à minuit ; elle s’est abstenue de partager les mets offerts à la réception, et maintenant, elle s’agenouille pour ses prières. Puis elle enlève ses parures, se déshabille et, sans regarder derrière elle comme l’oblige la tradition, elle se glisse entre les draps et se prépare au sommeil. Porphyro apparaît, les bras chargés de mets délicieux. En vain, il essaie de la réveiller ; il prend son luth et perle quelques notes : Madeline ouvre les yeux et en elle, le rêve et la réalité se mêlent, mais bientôt consciente que c'est Porphyro en personne qui est devant elle, ses premières paroles sont de consolation. Elle lui pardonne sa supercherie tant son cœur bat pour lui, mais s'il la quitte dans l'instant, il laissera « une tourterelle à l'abandon, perdue et les ailes coupées ». Bientôt cependant, Madeline se refuse à céder au regret (fade and pine) (vers 309) et se laisse volontiers convaincre de le suivre jusqu’aux landes, là-bas dans le sud (southern moors). Ils se glissent vers la sortie, enjambant les fêtards ivres-morts, et s'enfoncent dans la nuit.
Cette nuit-là, le baron et ses guerriers passent une nuit peuplée de cauchemars ; Angela meurt et le bedeau dort sur son tas de cendres froides (among his ashes cold (vers 378)).

## Résonance
Dans la nouvelle de Rudyard Kipling TSF (Wireless, 1902), le narrateur assiste à une reconstitution du poème par un homme en transe qui, en vertu des ressemblances de sa situation à celle de Keats (il s'agit de Shaynor, assistant apothicaire tuberculeux), se sent en phase avec le poète (tuned to) et revit dans la pièce voisine un moment de fièvre créatrice où John Keats composait un célèbre poème à Fanny Brawne.

## Honneur
Les astéroïdes (2569) Madeline et (2570) Porphyro portent le nom des deux héros de La Vigile de la sainte Agnès.

### Traductions
- (fr + en) Albert Laffay (Albert Laffay, traduction, préface et notes), Keats, Selected Poems, Poèmes choisis, Paris, Aubier-Flammarion, coll. « Bilingue Aubier », 1968, 375 p.
- John Keats (trad. de l'anglais par Alain Suied), Les Odes : Suivi de Dame sans Merci et La Vigile de la Sainte-Agnès, Orbey, Éditions Arfuyen, coll. « Neige », 2009, 142 p., 22,5 (ISBN 978-2-84590-137-7).

### Ouvrage at articles
- (en) Jack Stillinger, Complete Poems [« Œuvres poétiques complètes »], Cambridge, Massachusetts, Belknap Press of Harvard University Press, 1982 (ISBN 0-674-15430-4)
- Marc Porée (Christian La Cassagère, éditeur scientifique), « Keats,au miroir des mots », dans Keats ou le sortilège des mots, Lyon, Presses universitaires de Lyon (PUL), coll. « CERAN (Centre du Romantisme anglais) », 2003, 255 p. (ISBN 9782729707347)
- (en) Stuart M. Sperry (Karl Kroeber éditeur scientifique), « Romance as Wish Fulfillment: The Eve of St. Agnes » [« Le poème d'amour : vœu pieu »], Romantic Poetry: Recent Revisionary Criticism, New Brunswick NJ, Rutgers University Press,‎ 1993, p. 373-385 (ISBN 978-0813520100, lire en ligne, consulté le 24 novembre 2018).